# 日语汉字词
日语汉字词是日语中發音、含義都來自汉语或書寫與漢字一致的借词以及詞彙。不過日語中的有些固有詞雖然寫成漢字，但其发音與漢語無關（训读），也並非來自漢語，这些词不属于日语汉字词。近代以來的和製漢語有時也會被視為日语汉字词。